# Polystic de Lemmon
Polystichum lemmonii
Espèce
Le Polystic de Lemmon (Polystichum lemmonii) est une espèce de fougères de la famille des Dryopteridaceae originaire d'Amérique du Nord.
Fougère vivace rhizomateuse, haute de 10 à 40 cm, elle ne pousse que sur roches ferromagnésiennes ou ultrabasiques.
On la trouve du nord de la Californie au sud de la Colombie-Britannique.
Elle est considérée comme menacée.

## Référence
- http://dsp-psd.tpsgc.gc.ca/Collection/CW69-14-334-2003F.pdf